# 垂耳鹃鵙属
垂耳鹃鵙属（学名：Lobotos）是山椒鸟科下的一个属。

## 下属物种
本属包括以下物种：
- 加纳鹃鵙 Lobotos lobatus (Temminck, 1824)
- 鹂鹃鵙 Lobotos oriolinus Bates, 1909